# عبارت (ریاضیات)

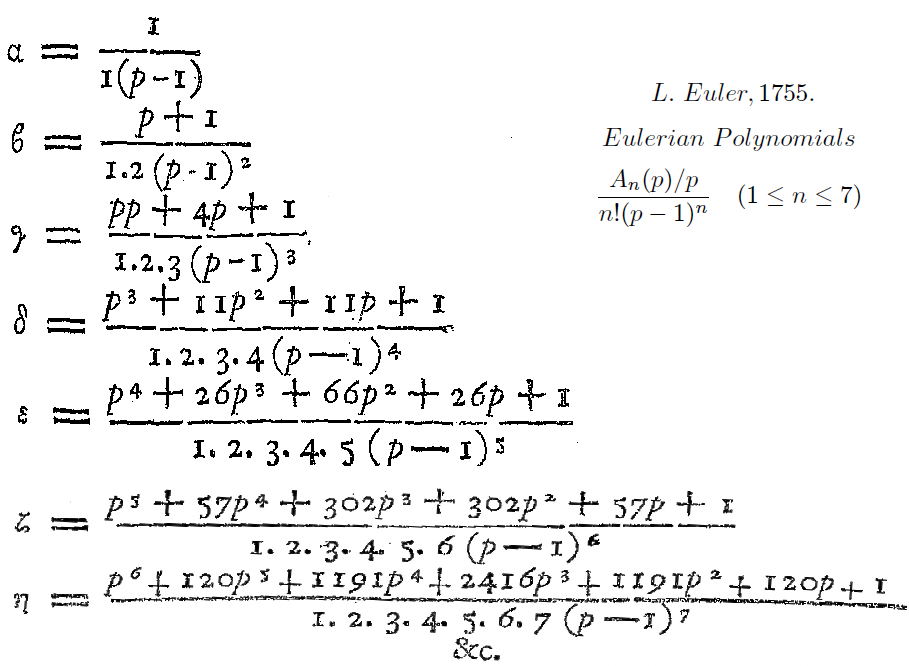
چند جمله‌ای‌هایی را نشان می‌دهد که در حال حاضر به عنوان چند جمله‌ای اویلر در کار اویلر از سال 1755، Institutiones calculi differentialis، بخش 2، ص. 485/6. ضرایب این چند جمله ای ها به عدد اویلری معروف است.

در ریاضیات یک عبارت (به انگلیسی: Expression) یک ترکیب متناهی از نمادها است که این ترکیب بر اساس قواعد وابسته به بافت، خوش فرم می‌باشد.
برای نوع نماد این انتخاب‌ها وجود دارد: عدد (ثابت)، متغیر، عملیات، تابع، و دیگر نمادهای ریاضیاتی، مثلاً نقطه‌گذاری، نمادهای گروه‌بندی و دیگر نمادهای نحوی.
می‌توان عبارات جبری را نوعی تعمیم‌دادن عملیات حسابی معمول دانست که تفاوت این دو آن است که عبارت جبری از طریق ترکیب اعداد، متغیرها و عملیات ریاضی، شکل می‌گیرد.

## مثال‌ها
مثلاً در زیر، یک عبارت بسیار ساده آمده‌است:
{\displaystyle 0+0}
ولی عبارات می‌توانند بسیار پیچیده باشند، مثلاً:
{\displaystyle f(a)+\sum _{k=1}^{n}\left.{\frac {1}{k!}}{\frac {d^{k}}{dt^{k}}}\right|_{t=0}f(u(t))+\int _{0}^{1}{\frac {(1-t)^{n}}{n!}}{\frac {d^{n+1}}{dt^{n+1}}}f(u(t))\,dt.}
یا مثلاً:
- {\displaystyle x^{2}+3x-4} به‌طور درست ترکیب یافته‌است، و عبارت به‌شمار می‌آید؛ ولی
- {\displaystyle )x)/0} شاکله‌ای صحیح ندارد و نمی‌تواند عبارت نامیده شود.